# DrugBank
DrugBank – ogólnodostępna i bezpłatna baza informacji o lekach, utworzona w 2006 roku przez zespół Craiga Knoxa i Davida Wisharta z Wydziału Informatyki i Nauk Biologicznych Uniwersytetu Alberty w Kanadzie. Łączy dane z dziedziny chemii, biochemii, genetyki, farmakologii i farmakokinetyki.
Baza zawiera informacje o prawie 4800 lekach, w tym:
- ponad 1350 małocząsteczkowych leków dopuszczonych przez FDA,
- 123 leki biologiczne (białka/peptydy) zatwierdzone przez FDA,
- 71 nutraceutyków,
- ponad 3243 substancji eksperymentalnych.

Ponadto w bazie znajduje się ponad 2500 sekwencji białek będącymi celami biologicznymi leków.
Informacje w bazie DrugBank pochodzą głównie z 29 innych serwisów internetowych. Część informacji pochodzi z publikacji i podręczników.

## Budowa bazy
Leki w bazie podzielone są na kategorie:
- Approved – leki zaaprobowane przez FDA, o udowodnionej skuteczności działania,
- Biotech – leki otrzymywane metodami biotechnologicznymi (białka i peptydy),
- Small Molecule – leki niebędące polimerami lub kopolimerami,
- Nutraceutical – suplementy diety w formie farmaceutycznej,
- Experimental – leki stosowane w badaniach eksperymentalnych,
- Withdraw – leki wycofane z użycia w Kanadzie,
- Illicit – substancje nielegalne lub których użycie jest ściśle kontrolowane w Kanadzie.

Informacje o lekach zebrane są w postaci karty leku (ang. DrugCard). Każda substancja posiada oddzielną kartę z przypisanym unikatowym identyfikatorem w formacie DBnumerkarty, np. DB00203 (Sildenafil). Karta leku zawiera 103 pola, podzielone na trzy części:
- Drug Field (kolor niebieski) – pola dotyczące danego leku,
- Target Field (kolor czerwony) – pola dotyczące białka docelowego,
- Enzyme Field (kolor zielony) – pola dotyczące enzymu metabolizującego lek.

DrugBank umożliwia ściągnięcie:
- sekwencji białek/genów w formacie FASTA,
- wzorów strukturalnych wszystkich leków w formacie SDF,
- wszystkich kart leków w jednym pliku tekstowym (o rozmiarze około 85 MB).

## Wyszukiwanie informacji
DrugBank pozwala na wyszukiwanie informacji na cztery sposoby:
1. Wyszukiwarka – wyszukiwanie poprzez podstawowe pola wyszukiwania znajdujące się na każdej podstronie serwisu lub cztery podtypy wyszukiwania, znajdujące się w zakładce Search:
  - ChemQuery – zawiera cztery możliwości wyszukiwania:
    - Structure – narzędzie pozwalające wyszukać narysowany dwuwymiarowy wzór strukturalny,
    - Molecular Weight – filtr substancji w granicach podanych mas atomowych i typu leków,
    - SMILES – wyszukiwanie na podstawie wpisanego kodu SMILES,
    - Chemical Formula – wyszukiwanie substancji na podstawie wpisanego wzoru chemicznego.

  - TextQuery – wyszukiwanie tekstowe z możliwością zastosowania operatorów oraz kilkudziesięciu komend,
  - Sequence Search – wyszukiwanie na podstawie sekwencji w formacie FASTA oraz parametrów algorytmu BLAST,
  - Data Extractor – narzędzie pozwalające na konstruowanie zapytań i wybieranie różnych sposobów wyświetlania informacji.
2. DrugBank Browse – przeglądarka wszystkich leków zestawionych w tabeli i uszeregowanych według identyfikatora.
3. Pharma Browse – przeglądarka, w której leki uszeregowane są według grup farmakologicznych w postaci listy.
4. Geno Browse – przeglądarka łącząca efekt stosowania leku z konkretnym allelem genu.